# Gheorghe Plagino
Georghe Plagino (Dumbrăveni, 16 de noviembre de 1876-Bucarest, 3 de mayo de 1949) fue un deportista y político rumano que compitió en tiro deportivo en los Juegos Olímpicos de París 1900 y sirvió en el Comité Olímpico Internacional (COI).

## Primeros años de vida
Plagino nació en Dumbrăveni, distrito de Vrancea, el 16 de noviembre de 1876, hijo de Alexandru Plagino y Wilhelmina Sieffert fuera del matrimonio. Su padre era yerno del príncipe Barbu Știrbey y poseía casi 60 000 hectáreas (150 000 acre) de tierras cultivables y bosques. Su nacimiento se hizo legítimo cuando tenía 18 años después de que sus padres se casaran. Más tarde se casó con Colette, hija del embajador rumano en Francia, Alexandru Lahovary. Colette más tarde se convertiría en la dama de honor de la reina María de Rumania, recibiría una Estrella de Rumania por su «devoción durante la Segunda Guerra Mundial» y sería parte del bautismo del rey Miguel I de Rumania.

## Carrera

### Carrera olímpica
El 15 de julio, en los Juegos Olímpicos de París 1900, Plagiano se convirtió en el primer atleta olímpico rumano tras competir en la prueba de tiro al plato masculino, donde quedó empatado en el puesto 13 con 11 de los 20 puntos posibles. Fue el único competidor rumano ese año. Nadie más compitió por la nación hasta los Juegos Olímpicos de París 1924.

### Carrera administrativa
Plagiano fundó el Automóvil Club de Rumania en 1904. Fue incluido en el Comité Olímpico Internacional (COI) por votación postal en 1908, sucediendo a Gheorghe Bibescu. Permaneció en el comité hasta su muerte en 1949. También ganó el título nacional rumano de tiro al plato en 1927 y 1928. Además de desempeñarse como presidente de la Federación Rumana de Tiro, se desempeñó como vicepresidente del Comité Olímpico Rumano de 1923 a 1940, y fue miembro del mismo hasta que fue destituido por las autoridades comunistas en 1948. Fue elegido primer presidente de la Unión de Federaciones Deportivas Rumanas desde 1933 hasta 1940. También fue senador rumano.

## Últimos años y muerte
Plagino y Colette se divorciaron en 1935. Murió en Bucarest el 3 de mayo de 1949.